# Обов'язок захищати
Обов'язок захищати, або обов'язок захистити (англ. The responsibility to protect (RtoP чи R2P)) — концепція в міжнародному праві, яка була підтримана ООН у 2005 році. Нова норма м'якого міжнародного права. Складається з декількох принципів, які засновуються на ідеї суверенітету не як привілею держави, а як, в першу чергу, обов'язку держави щодо свого населення. У відповідності із концепцією, на державі лежить первинний обов'язок щодо захисту населення на території держави. У випадку, якщо держава не в змозі захистити людей — чи то з причини відсутності можливості, чи то з причини політичної волі — обов'язок захищати переходить до міжнародного співтовариства. Практичне застосування концепції ООН відбулось у 2011 році в Лівії.

Обов'язок захищати є переосмисленням концепції гуманітарної інтервенції, та на відміну від неї застосовує військові акції як обов'язок міжнародного співтовариства, а не як право держави чи групи держав.
Обов'язок захищати фокусується на попередженні таких міжнародних злочинів: геноцид, воєнні злочини, злочини проти людства, етнічні чистки. Існують погляди, що обов'язок захищати може бути використаний і в інших ситуаціях.

## Історія

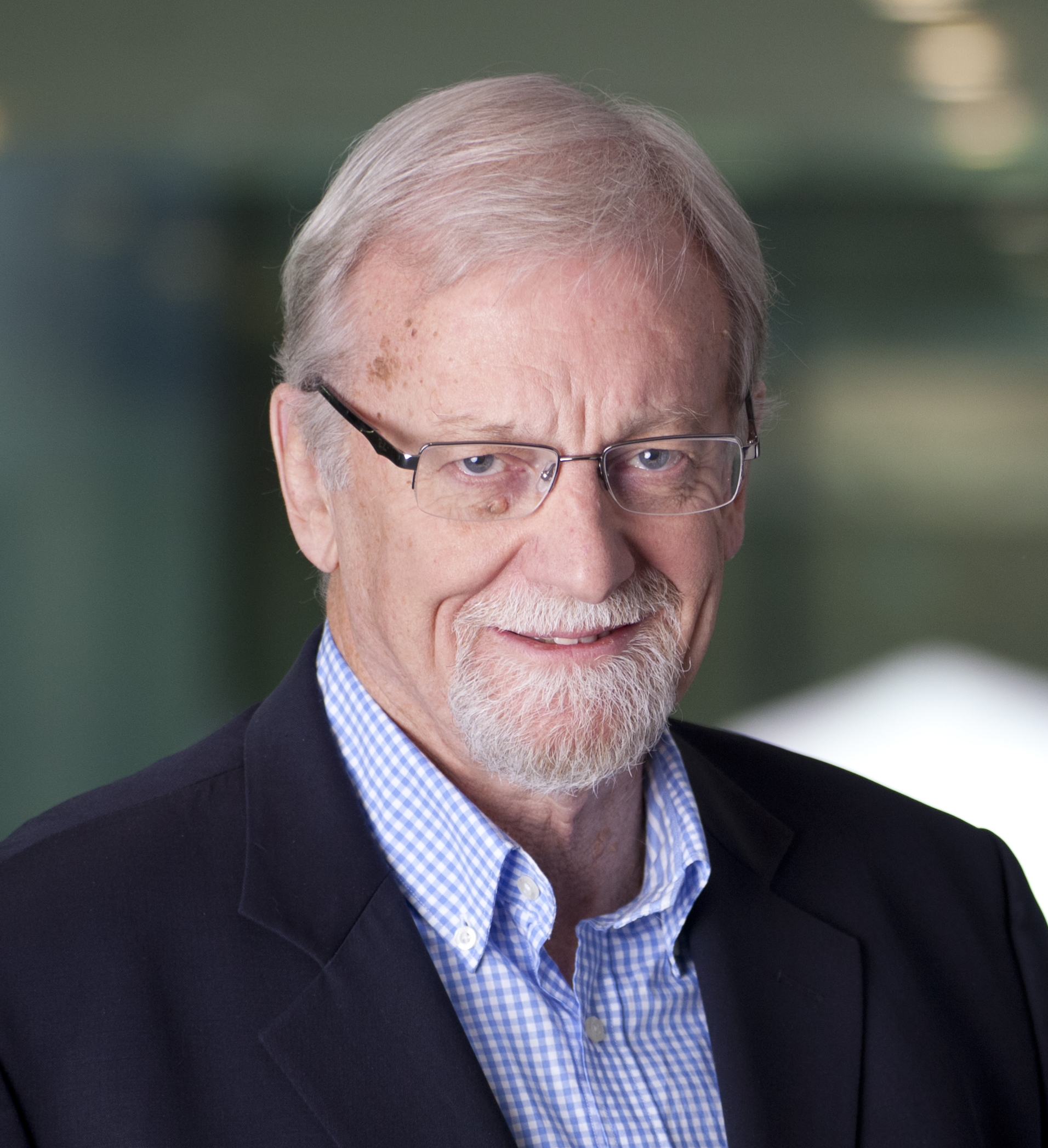
Голова Міжнародної комісії з питань інтервенції та державного суверенітету Гарет Іванс

В 2000 році канадським урядом під егідою ООН була заснована спеціальна міжнародна комісія — Міжнародна комісія з питань інтервенції та державного суверенітету. До складу комісії входили Гарет Іванс, Мохамед Сахнун, Жізель Коте-Харпер, Лі Гамільтон, Міхаель Ігнатьєф, Володимір Лукін, Клаус Науманн, Киріл Рамафоса, Фідель Рамос, Корнеліо Соммаруга, Едуард Штейн і Рамеш Тахур. У грудні 2001 року Міжнародна комісія представляє на розгляд Генеральному секретарю та державам-членам ООН доповідь «Обов'язок захищати»
Запропонована концепція зобов'язує міжнародне співтовариство втручатися в справи інших держав для запобігання гуманітарних катастроф. Згідно з доповіддю «національні політичні влади відповідають перед своїми громадянами у внутрішньополітичному вимірі та перед міжнародним співтовариством — через ООН», більше того представники держав несуть відповідальність за свої дії і «можуть бути притягнуті до відповідальності як за свої вчинки, так і за упущення». У розумінні комісії обов'язок захищати зобов'язує не тільки держави, а й міжнародне співтовариство в цілому. Так, спочатку обов'язок захищати своїх громадян лежить на державних владах, проте в разі її невиконання відповідальність по захисту лягає на все міжнародне співтовариство, навіть якщо це вимагатиме порушення державного суверенітету. У розумінні Міжнародної комісії з питань інтервенції та державного суверенітету міжнародне співтовариство може діяти не лише через РБ ООН, а при необхідності й через ГА ОНН, регіональні організації чи коаліції держав.

У 2003 році Кофі Аннан засновує Групу високого рівня з питань загроз, викликів і змін (голова групи — Анан Паньярачун), яка у 2004 році видає Доповідь «Більш безпечний світ: наша спільна відповідальність». Ця доповідь виходить з того, що «принцип невтручання у внутрішні справи не може використовуватися для прикриття актів геноциду чи інших злочинів, таких, як широкомасштабні порушення норм міжнародного гуманітарного права або масові етнічні чистки, які можуть обґрунтовано розглядатися як загроза міжнародній безпеці і в силу цього вважатися підставою для вжиття заходів Радою Безпеки». Група високого рівня з питань загроз, викликів і змін назвала обов'язок захищати «нормою, що формується», але не підтримала ідеї Міжнародної комісії щодо варіантів надання дозволу на застосування військової сили ще комусь, окрім РБ ООН.

У вересні 2005 року на Всесвітньому саміті глав-держав ООН був прийнятий Підсумковий документ, в параграфах 138–139 якого було підтверджено «зобов'язання захищати населення від геноциду, воєнних злочинів, етнічних чисток та злочинів проти людяності». Документ визнав право санкціонування військової сили лише за РБ ООН, та зазначив можливість взаємодії в цьому питанні із регіональним організаціями.

В нормативному плані обов'язок захищати був підтверджений також в резолюціях РБ ООН 1674, 1706, 1755, 1970, 1973 та в інших документах ООН.

## Принципи концепції
Концепція засновується на декількох головних принципах, що отримали назву стовпів:
1. Обов'язок держави попереджати виникнення міжнародних злочинів, тобто обов'язок держави захищати своє населення від вказаних злочинів; при цьому поняття "міжнародних злочинів" є не зовсім коректним та вживається у радше побутовому значенні поруч з такими термінами, як гуманітарна катастрофа чи етнічні чистки. Також важливо звернути увагу, що не повинно здійснюватися розмежування населення на своїх громадян і чужих - держава мусить захищати всіх.
2. Міжнародне співтовариство зобов'язано допомагати державам у виконанні їхнього обов'язку захищати; обов'язок слід розглядати як активний (щось робити), так і як пасивний (певних речей не робити). Ця допомога повинна носити насамперед превентивний характер.
3. У випадку неефективності виконання державою свого обов'язку захищати (разом із підтримкою міжнародного співтовариства) міжнародне співтовариство повинно втручатись в ситуацію через примусові заходи, будь-то економічні санкції чи застосування сили. Щодо останнього, такі дії є гуманітарною інтервенцією та повинні мати за мету захист населення без жодних амбіцій на кшталт здобуття політичної влади чи територій.
4. Логічним завершенням збройного втручання повинне бути виконання обов'язку відновити - останнього елементу концепції.

У 2009 році Генеральний секретар ООН Пан Гі Мун видає доповідь «Реалізація обов'язку захищати», в якому пропонує вищезазначену структуру принципів обов'язку захищати. Таку структуру концепції затвердив Підсумковий документ Всесвітнього саміту 2005 року. Доповідь Міжнародної комісії з питань інтервенції та державного суверенітету 2001 року «Обов'язок захищати» мав дещо іншу структуру: обов'язок попереджати, обов'язок реагувати та обов'язок відновлювати.

## Юридична сила концепції
Більшість науковців погоджуються з тим, що обов'язок захищати ще не став юридичною нормою, оскільки є нечітким, а також не закріплений у міжнародно-правових актах. З іншого боку, деякі науковці переконані, що обов'язок захищати є юридичною нормою, що формується, а К. Ферляге вбачає в «обов'язку захищати» сформовану норму звичаєвого міжнародного права. Існує також точка зору, що обов'язок захищати є своєрідним каркасом, що не має правового наповнення. Інші дослідники стверджують, що концепція є просто новою назвою гуманітарної інтервенції.

Обов'язок захищати ще не став нормою глобального міжнародного права — це можна бачити зі ставлення держав щодо його юридичного статусу. Але він може бути застосований РБ ООН, як то вказано у Підсумковому документі Всесвітнього саміту 2005 року, що відбулось у 2011 році стосовно ситуації в Лівії (Резолюція РБ ООН 1973). Тому, обов'язок захищати є нормою м'якого права, рекомендацією, не обов'язковою до застосування.
Також важливо розуміти, що в рамках концепції "Обов'язок захистити" передбачено необхідність отримання дозволу РБ ООН на застосування сили в рамках здійснення гуманітарної інтервенції. З одного боку, такий підхід не суперечить вимогам Статуту ООН, проте з іншого не вирішує проблему бездіяльності РБ, як це мало місце, наприклад, в Руанді.
З урахуванням останніх подій в Грузії та Україні, критично важливим стає розроблення механізму запобігання зловживанням концепцією "Обов'язок захистити".